# Hunkár Antal
Hajdenczi Hunkár Antal Gáspár Menyhért Boldizsár (Öttevény, Győr vármegye, 1783. január 2.–Szolgagyőr, Nyitra vármegye, 1862. december 16.), Veszprém vármegye főispánja, reformpolitikus, táblabíró, földbirtokos.

## Élete
A római katolikus nemesi származású hajdenczi Hunkár családnak a sarja. Apja Hunkár Mihály (1750–1824), öttevényi postamester, Győr vármegyei táblabíró, földbirtokos, anyja, Meyer Johanna. Apai nagyszülei Hunkár Antal (1714–1774) szemerei, téti földbirtokos, és szentviszlói Deseő Zsuzsanna voltak.
1836. december 8-án este a hires-hirdhedt betyár Sobri Jóska Hunkár Antalt, a híres ezredest fosztotta ki. Veszprém megye északi részén volt a szolgagyőri kastély, ahol lakott Hunkár Antal. A banda előbb a cselédséget fogta el, összekötözte, és a pincébe dugta. Amikor így minden út biztosítva volt, Sobri megrohanta a ház urát. Mindent összeszedett, ami a kastélyban volt. Hunkár ezredes alaposan felháborodott a történteken. Másnap befogatott és egyenesen Bécsbe ment panaszra, V. Ferdinánd magyar királyhoz, majd József nádorhoz fordult. Kemény hangon, katonásan követelte, hogy az ország védje meg őt, nemes embert a betyároktól. A császárnál tett panasznak csakhamar foganatja lett: kilenc dunántúli vármegyéből valóságos hadsereget indítottak Sobriék kézre kerítésére, és el is fogták.
Az 1839-es és 1847-es országgyűlésen Hunkár Antal Veszprém vármegye követe. Veszprém vármegye táblabírája és ellenzéki követe az utolsó rendi országgyűlésen, 1848-ban Veszprém vármegye főispánja és kormánybiztosa. 1849. január 25.-től február 12.-ig bácskai kormánybiztos, május 8.-tól a kegyelmi szék bírája. A szabadságharc bukása után emigrált. 1861-ben a határozati párt képviselője volt.